# Charley Rogers
Charley Rogers (* 15. Januar 1887 in Birmingham, England als Charles Alfred Rogers; † 20. Dezember 1956 in Los Angeles, Kalifornien) war ein britischer Schauspieler, Regisseur und Drehbuchautor. In allen drei Funktionen arbeitete er mit dem Komikerduo Laurel und Hardy zusammen.

## Leben und Karriere
Charley Rogers begann seine Schauspielkarriere als Komödiant beim Theater. Bereits in jungen Jahren siedelte er von England in die Vereinigten Staaten um. Zwischen Februar und März 1912 war Rogers am Broadway in einer Version von Oliver Twist als junger Bandit „Artful Dodger“ zu sehen. In der Verfilmung, welche ebenfalls Anfang 1912 entstand, repräsentierte er die Rolle erneut. Die Oliver-Twist-Verfilmung bildete Rogers Filmdebüt, gleichzeitig war er der erste Artful-Dodger-Filmdarsteller überhaupt. Er trat weiterhin gelegentlich in Filmen auf, allerdings konzentrierte sich seine Arbeit während der Stummfilmzeit auf das Theater. 1916 spielte Rogers mit A King of Nowhere noch ein weiteres Mal am Broadway.
Im Jahre 1928 kam er zu den Hal Roach Studios in Culver City. Noch im selben Jahre hatte er mit Zwei Matrosen seinen ersten Auftritt in einem Laurel-und-Hardy-Film und in den folgenden Jahren sollte er in insgesamt neun Komödien des Komikerduos Nebenrollen bekleiden, hauptsächlich in ehrwürdigen Rollen als Butler oder Pfarrer, allerdings auch einmal als Verbrecher. 1929 drehte Charley Rogers den Kurzfilm Sky Boy mit Harry Langdon in der Hauptrolle, dies war seine erste Regiearbeit. Zwischen 1929 und 1930 drehte Rogers insgesamt fünf Filme mit Langdon, die jedoch keine besonderen Erfolge wurden, auch weil Langdon den Zenit seines Erfolges bereits überschritten hatte. Nach drei Jahren, in welchen er ausschließlich als Schauspieler gearbeitet hatte, kehrte er 1933 für den Laurel-und-Hardy-Film Me and My Pal hinter die Kamera zurück. Das Komikerduo und ihr Regisseur und gelegentlicher Co-Darsteller Rogers drehten bis 1936 noch zehn weitere Filme zusammen, darunter die Musikoperette Rache ist süß (1934) sowie der Kurzfilm Die besudelte Ehre (1935), welcher für den Oscar als Bester Kurzfilm nominiert wurde.
Nach Das Mädel aus dem Böhmerwald (1936) beendete Rogers seine Laufbahn als Regisseur, arbeitete aber weiterhin für Laurel und Hardy: Bei mehreren ihrer Langfilme, darunter Erfolge wie Zwei ritten nach Texas (1937) und Die Klotzköpfe (1938) war er als Gagschreiber und Drehbuchautor verantwortlich. Nach dem Weggang des Komikerduos von den Roach Studios im Jahre 1940 und dem Kriegseinsatz des Studiobosses Hal Roach musste Rogers sich neue Betätigungen suchen und arbeitete für den Film Double Trouble (1941) nach sieben Jahren erstmals wieder als Schauspieler. 1943 kam es noch einmal zur Zusammenarbeit mit Laurel und Hardy, welche inzwischen bei MGM unter Vertrag standen: Bei ihrem Film Bombenkerle fungierte Rogers als Drehbuchautor und bei Dick und Doof, die Tanzmeister übernahm er eine kleine Nebenrolle. Bis zu seinem letzten Film 1954 übernahm Rogers Nebenrollen in einigen Kurzfilmen und Charlie Chaplins Rampenlicht (1952).
Einen Monat vor seinem 70. Geburtstag verstarb Charley Rogers im Dezember 1956 bei einem Autounfall in Los Angeles.

## Filmografie
| Jahr | Film                                                            | Funktionen                        |
| ---- | --------------------------------------------------------------- | --------------------------------- |
| 1912 | Oliver Twist                                                    | Schauspieler                      |
| 1912 | The Shanghaied Cowboys                                          | Schauspieler                      |
| 1914 | A Ticket to Red Horse Gulch                                     | Schauspieler                      |
| 1917 | The Woman God Forgot                                            | Schauspieler                      |
| 1918 | The Light of the Western Stars                                  | Schauspieler                      |
| 1928 | The Movie Man                                                   | Schauspieler                      |
| 1928 | Zwei Matrosen (Two Tars)                                        | Schauspieler                      |
| 1928 | Habeas Corpus                                                   | Schauspieler                      |
| 1929 | When Money Comes                                                | Schauspieler                      |
| 1929 | Movie Night                                                     | Schauspieler                      |
| 1929 | Der Prinz im Fahrstuhlschacht (Double Whoopee)                  | Schauspieler                      |
| 1929 | Madame Q                                                        | Schauspieler                      |
| 1929 | Sky Boy                                                         | Regisseur                         |
| 1929 | Skirt Shy                                                       | Regisseur                         |
| 1929 | Eine Landpartie (Perfect Day)                                   | Schauspieler                      |
| 1930 | Sirenen um Mitternacht (Outside the Law)                        | Schauspieler                      |
| 1930 | The Fighting Parson                                             | Regisseur                         |
| 1930 | The Shrimp                                                      | Regisseur                         |
| 1930 | The King                                                        | Regisseur                         |
| 1931 | Die Braut wird geklaut (Our Wife)                               | Schauspieler                      |
| 1931 | Let’s Do Things                                                 | Schauspieler                      |
| 1931 | Hinter Schloss und Riegel (Pardon Us)                           | Schauspieler                      |
| 1932 | Wild Babies                                                     | Schauspieler                      |
| 1932 | Strange Innertube                                               | Schauspieler                      |
| 1932 | Die Teufelsbrüder (Pack Up Your Troubles)                       | Schauspieler                      |
| 1932 | Frischer Fisch (Towed in a Hole)                                | Drehbuchautor                     |
| 1933 | Keg o' My Heart                                                 | Schauspieler                      |
| 1933 | Twin Screws                                                     | Schauspieler (Szenen geschnitten) |
| 1933 | Laurel und Hardy als Mitgiftjäger (Me and My Pal)               | Regisseur, Schauspieler           |
| 1933 | Hände hoch – oder nicht                                         | Assistenzregisseur zu Hal Roach   |
| 1934 | Babes in the Goods                                              | Schauspieler                      |
| 1934 | Mrs. Barnacle Bill                                              | Schauspieler                      |
| 1934 | Going Bye Bye                                                   | Regisseur, Drehbuchautor          |
| 1934 | Maid in Hollywood                                               | Schauspieler                      |
| 1934 | Jene fernen Berge (Them Tharr Hills)                            | Regisseur                         |
| 1934 | The Live Ghost                                                  | Regisseur                         |
| 1934 | Movie Daze                                                      | Schauspieler                      |
| 1934 | I’ll Be Suing You                                               | Schauspieler                      |
| 1934 | Rache ist süß (Babes in Toyland)                                | Regisseur, Schauspieler           |
| 1935 | Die besudelte Ehre (Tit for Tat)                                | Regisseur                         |
| 1935 | The Fixer Uppers                                                | Regisseur                         |
| 1935 | Wir sind vom schottischen Infanterie-Regiment (Bonnie Scotland) | Drehbuchautor                     |
| 1936 | Das Mädel aus dem Böhmerwald (The Bohemian Girl)                | Regisseur, Drehbuchautor          |
| 1936 | Die Doppelgänger (Our Relations)                                | Drehbuchautor                     |
| 1937 | Zwei ritten nach Texas (Way Out West)                           | Drehbuchautor                     |
| 1937 | Als Salontiroler (Swiss Miss)                                   | Drehbuchautor                     |
| 1938 | Die Klotzköpfe (Block-Heads)                                    | Drehbuchautor                     |
| 1939 | In der Fremdenlegion (Flying Deuces)                            | Drehbuchautor                     |
| 1940 | Auf hoher See (Saps at Sea)                                     | Drehbuchautor                     |
| 1940 | In Oxford (A Chump at Oxford)                                   | Drehbuchautor                     |
| 1941 | Double Trouble                                                  | Schauspieler                      |
| 1942 | House of Errors                                                 | Schauspieler                      |
| 1942 | They Raid by Night                                              | Schauspieler                      |
| 1943 | Nazty Nuisance                                                  | Schauspieler                      |
| 1943 | Schrecken aller Spione (Air Raid Wardens)                       | Drehbuchautor                     |
| 1943 | Die Tanzmeister (The Dancing Masters)                           | Schauspieler                      |
| 1944 | Abroad with Two Yanks                                           | Drehbuchautor                     |
| 1945 | A Miner Affair                                                  | Schauspieler                      |
| 1945 | A Hit with a Miss                                               | Schauspieler                      |
| 1946 | God’s Country                                                   | Schauspieler                      |
| 1952 | Rampenlicht (Limelight)                                         | Schauspieler                      |
| 1954 | Two April Fools                                                 | Schauspieler                      |